# Хофкирхе (Дрезден)
Хо́фкирхе (нем. Hofkirche — «Придворная церковь»; современное официальное название — Кафедральный собор святой Троицы (нем. Kathedrale Ss. Trinitatis)) — бывшая придворная церковь и усыпальница курфюрстов и королей Саксонии из династии Веттинов в Дрездене. В настоящее время является кафедральным собором епархии Дрезден-Майсен Римской католической церкви.
Католическая церковь была построена по распоряжению курфюрста Саксонии и короля Польши Фридриха Августа II (Августа III Саксонца) итальянским архитектором Гаэтано Кьявери в 1739—1755 годах в стиле барокко.
В 1964 году церковь была объявлена конкафедральной, а в 1980 году стала соборной вследствие перевода епископства из Баутцена в Дрезден.

## История

Хофкирхе в 1895 году

Большая часть населения Саксонии исповедовала лютеранство, поэтому создание в Дрездене Католической церкви стало особой заботой Альбертинской династии Августов, исповедовавших католичество (в том числе в качестве условия получения польской короны).
Церковь расположена в центре города, между Цвингером и набережной реки Эльба. Её колокольня является важной высотной доминантой города. Другая церковь — в пандан католической — лютеранская церковь Фрауэнкирхе — также представляет собой важную доминанту в архитектурной панораме центральной части старого Дрездена. Хофкирхе примыкает к средневековому замку (резиденции) саксонских курфюрстов (нем. Schloss) и соединяется с ним переходом.
Возведение и внутреннее оформление Хофкирхе обошлось казне Саксонии в гигантскую по тем временам сумму (более 900000 талеров). Колокольня церкви Хофкирхе имела четыре небольших колокола. Но в связи с тем, что большая часть населения города исповедовала лютеранство, колокольный звон католической церкви был разрешён только в 1806 году Наполеоном Бонапартом после того, как Саксония была провозглашена королевством. Храм освящён в честь Пресвятой Троицы.
На исходе Второй мировой войны после варварской бомбардировки Дрездена англо-американской авиацией 13—15 февраля 1945 года Хофкирхе устояла, но рухнула крыша, произошло разрушение части наружных стен. Церковь сильно обгорела. Пожар в городе длился несколько недель. Работы по восстановлению начались непосредственно после окончания войны. В 1947 году в церкви стали проводить богослужения. В 1962 году восстановление Хофкирхе было завершено.

## Архитектура
Это самая большая церковь в Саксонии. Она построена по-итальянски, «кораблём»: один большой неф и опоясывающие его двухъярусные арочные галереи, в углах которых расположены четыре овальных в плане капеллы. Двухъярусная композиция выражена и снаружи. Парапеты нижнего и верхнего ярусов украшают 78 трехметровых статуй святых, созданных дрезденскими скульпторами Павлом и Яковом Майерами и итальянским мастером Лоренцо Маттиелли. Характерны по-барочному раскрепованные пилястры наружных стен. Ярусная колокольная башня «вырастает» из переднего фасада церкви на высоту 85 метров. Подобная композиция уникальна для архитектуры стран Центральной и Северной Европы.
Колокольня католической церкви является важной высотной доминантой Дрездена, а композиция башни, вырастающей из главного фасада не типична ни для итальянской, ни для германской архитектуры. Известны лишь две похожие композиции: церковь Св. Петра в Риге и церковь Сент-Мартин в Лондоне постройки сэра К. Рена. В средневековой итальянской архитектуре башня (кампанила) всегда стоит отдельно, чаще с южной стороны храма. Для романо-готических соборов типичны две симметричные башни западного фасада. В ренессансно-барочных церквях Италии и Германии башня обычно смещена в глубину, к средокрестию (пересечению нефа и трансепта).
Поэтому возникла версия, что подобная идея возникла у архитектора на основе воспоминания о башне петербургской Кунсткамеры, над которой Кьявери работал до приезда в Дрезден. Башня Кунсткамеры, в свою очередь восходит к Водовзводной башне Монетного двора (нем. Münzturm) в Берлине, проект А. Шлютера (1703; именно этот проект использовал в Санкт-Петербурге ученик Шлютера Г. И. Маттарнови, а затем Н. Ф. Гербель и Г. Кьявери). Водовзводная башня (она не сохранилась) более других схожа с дрезденской колокольней.
Согласно другой версии композиция Хофкирхе могла возникнуть под частичным влиянием многих других зданий Санкт-Петербурга петровской эпохи, например, башни Петропавловского собора (1712—1748) или ярусной колокольни Александро-Невского монастыря в проекте Д. Трезини (1710—1716).

## Усыпальница Веттинов и епископский склеп
В крипте под собором захоронены курфюрсты и короли Саксонии и члены их семьи, а так же епископ Дрезденский и Майсенский Герхард Шаффран (†1996).
В связи с обращением в католичество курфюрста Августа Сильного и принятия им польской короны, традиция захоронения членов правящей фамилии во Фрайбергском соборе прекратилась ввиду того, что собор являлся протестантским. Август Сильный приказал отстроить католическую церковь в Дрездене, где был организован фамильный склеп. Первое захоронение в новой церкви было сделано в 1721 году, когда скончался малолетний внук Августа Сильного. Самого же Августа после смерти в 1733 году похоронили в краковском соборе в усыпальнице польских королей, согласно традиции.
В 1739 году по приказу нового курфюрста Фридриха Августа II началось строительство Хофкирхе с большой усыпальницей в крипте. После завершения строительства и освящения храма в 1751 году, тела умерших детей Фридриха Августа II были перенесены и похоронены в крипте Хофкирхе. В 1763 году там был похоронен и сам курфюрст Фридрих Август II.
Захоронения проводились в крипте под северо-западным приделом, но в 1823 году, в связи нехваткой места, было решено расширить усыпальницу. В 1900 году склеп был вновь расширен.
В 1988 году, в связи с тем, что Хофкирхе стала кафедральным собором епархии, был создан епископский склеп, для захоронений ординариев епархии.

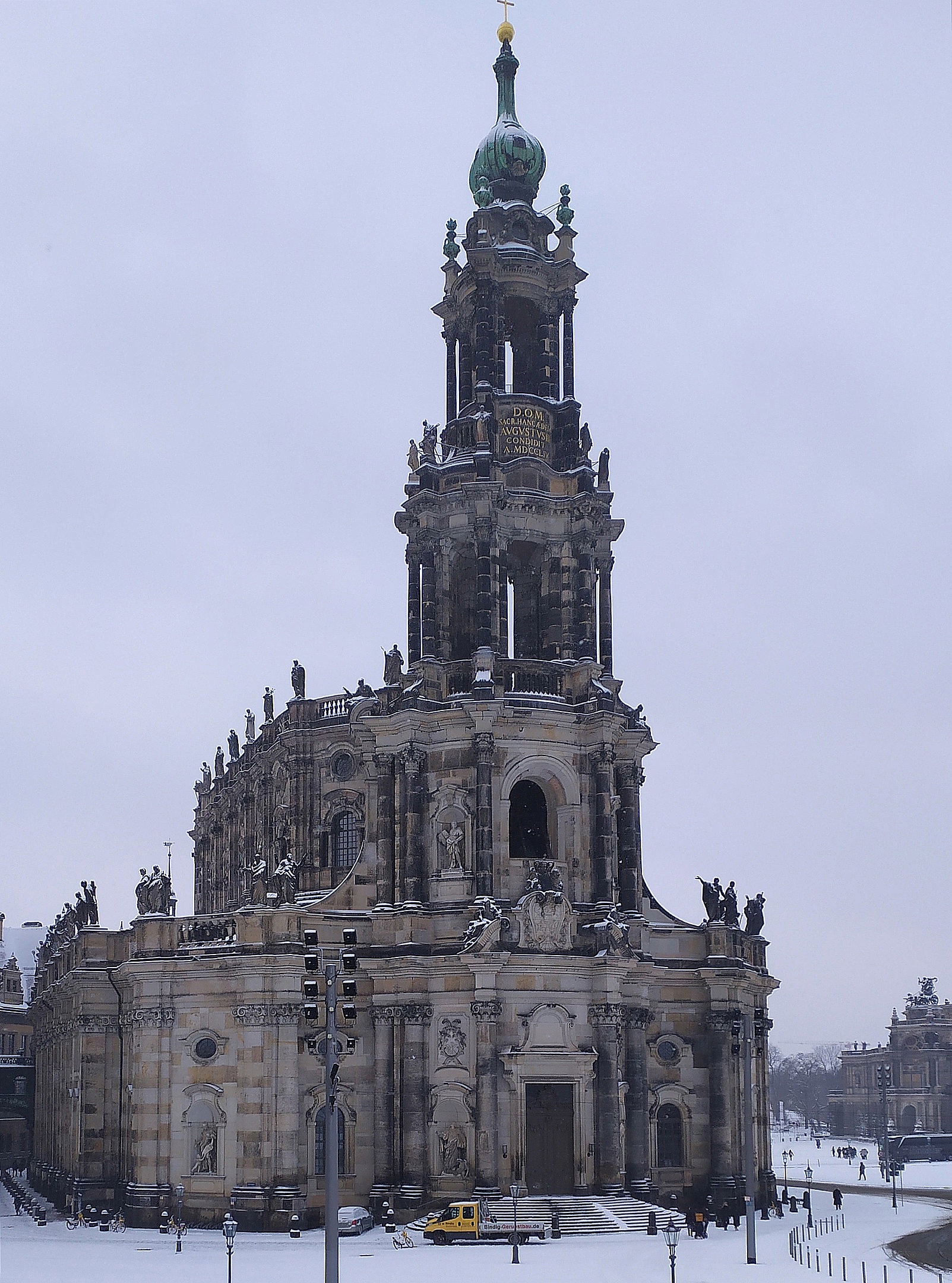
Хофкирхе зимой

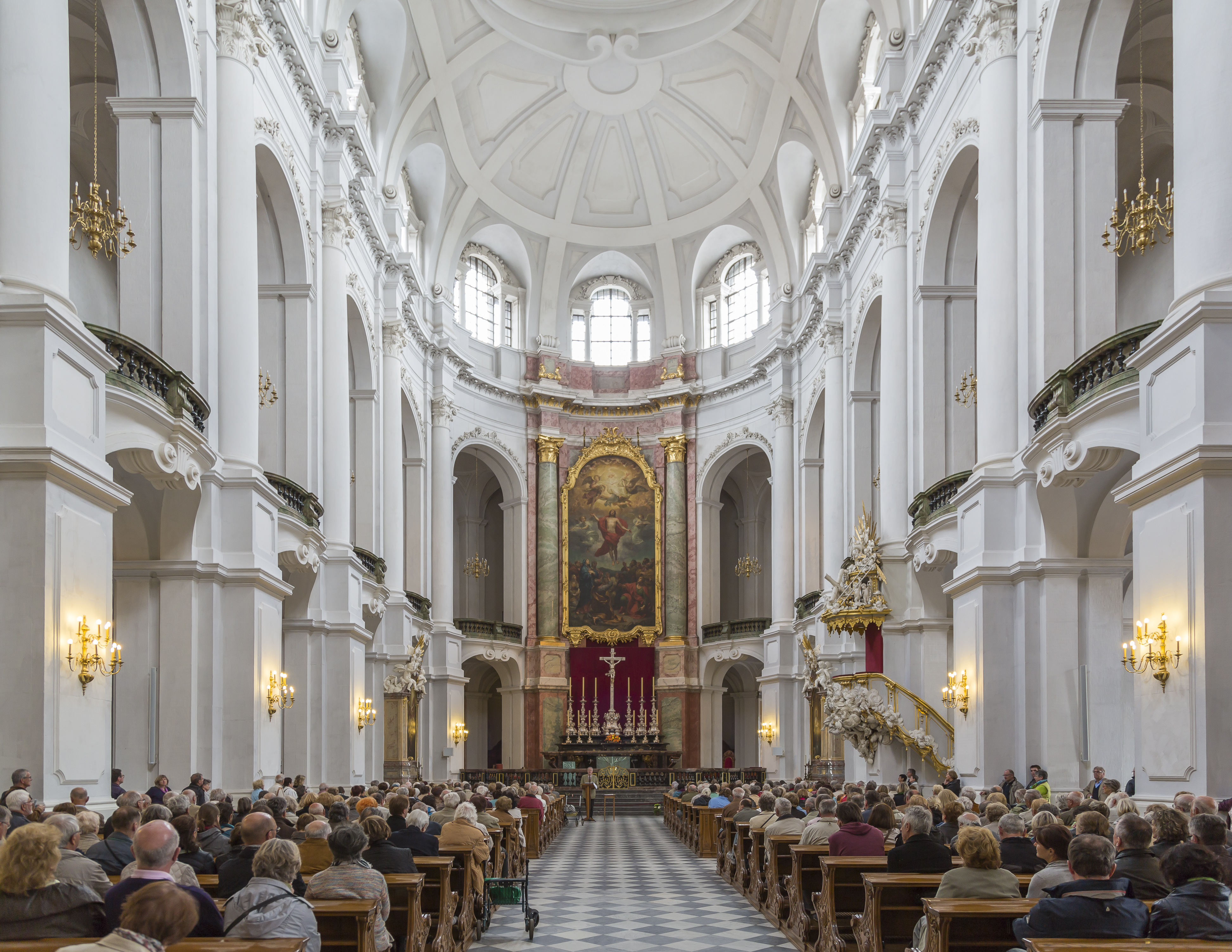
Интерьер главного нефа

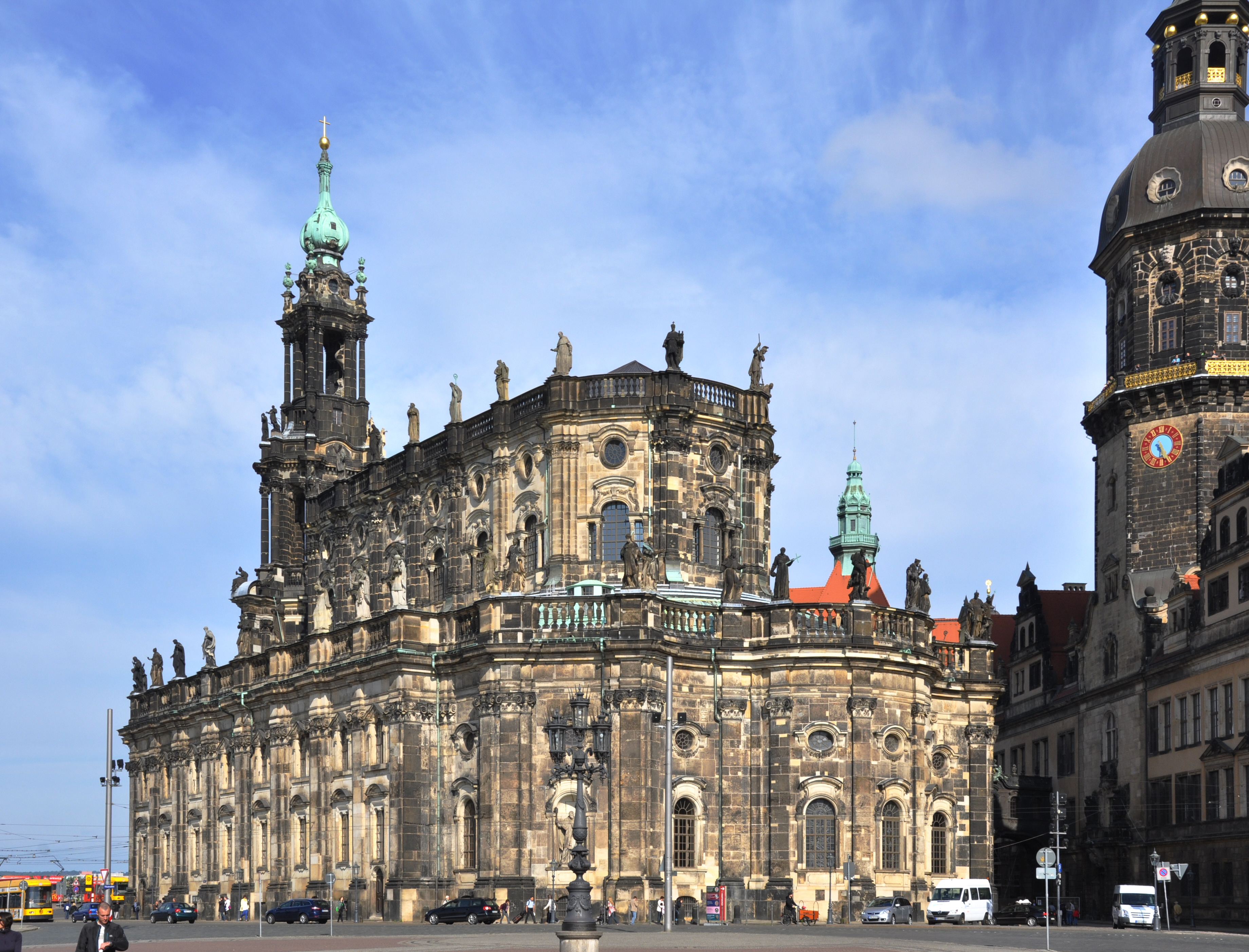
Вид со стороны Театральной площади

В усыпальнице покоятся следующие правители Саксонии:
- курфюрст Саксонии и король Польши Фридрих Август II (Август III Саксонец) (†1763)
- курфюрст Саксонии Фридрих Кристиан (†1763)
- курфюрст (1763—1806) и король (с 1806) Саксонии Фридрих Август III (Фридрих Август I Справедливый) (†1827)
- король Саксонии Антон Благосклонный (†1836)
- король Саксонии Фридрих Август II (†1854)
- король Саксонии Иоганн (†1873)
- король Саксонии Альберт (†1902)
- король Саксонии Георг (†1904)
- король Саксонии (до 1918) Фридрих Август III (†1933)

В усыпальнице покоятся следующие ординарии епархии Дрезден-Майсена:
- епископ Герхард Шаффран (†1996)

В склепе, в специальной медной капсуле, хранится сердце Августа Сильного. Предание гласит, что оно начинает биться, когда рядом проходит симпатичная женщина (Август был известным ловеласом, имевшим согласно пересказам 365 любовниц).

## Интерьер
Масштабность резных и скульптурных работ потребовала пригласить мастеров из Италии. Барочный алтарь выполнен из мрамора и позолоченной бронзы. Алтарь украшает обрамленная мраморными колоннами картина «Вознесение Христа», написанная Антоном Рафаэлем Менгсом (1750). На колонне вблизи алтаря согласно посвящению храма Пресвятой Троице находится список иконы Андрея Рублева «Святая Троица».
В 1973 году в одной из боковых капелл была установлена скульптура Пиета из мейсенского фарфора, посвященная «жертвам 13 февраля 1945 года и всем невинно убиенным».
Орган церкви является последней работой выдающегося мастера Иоганна Готфрида Зильбермана (1750—1753).

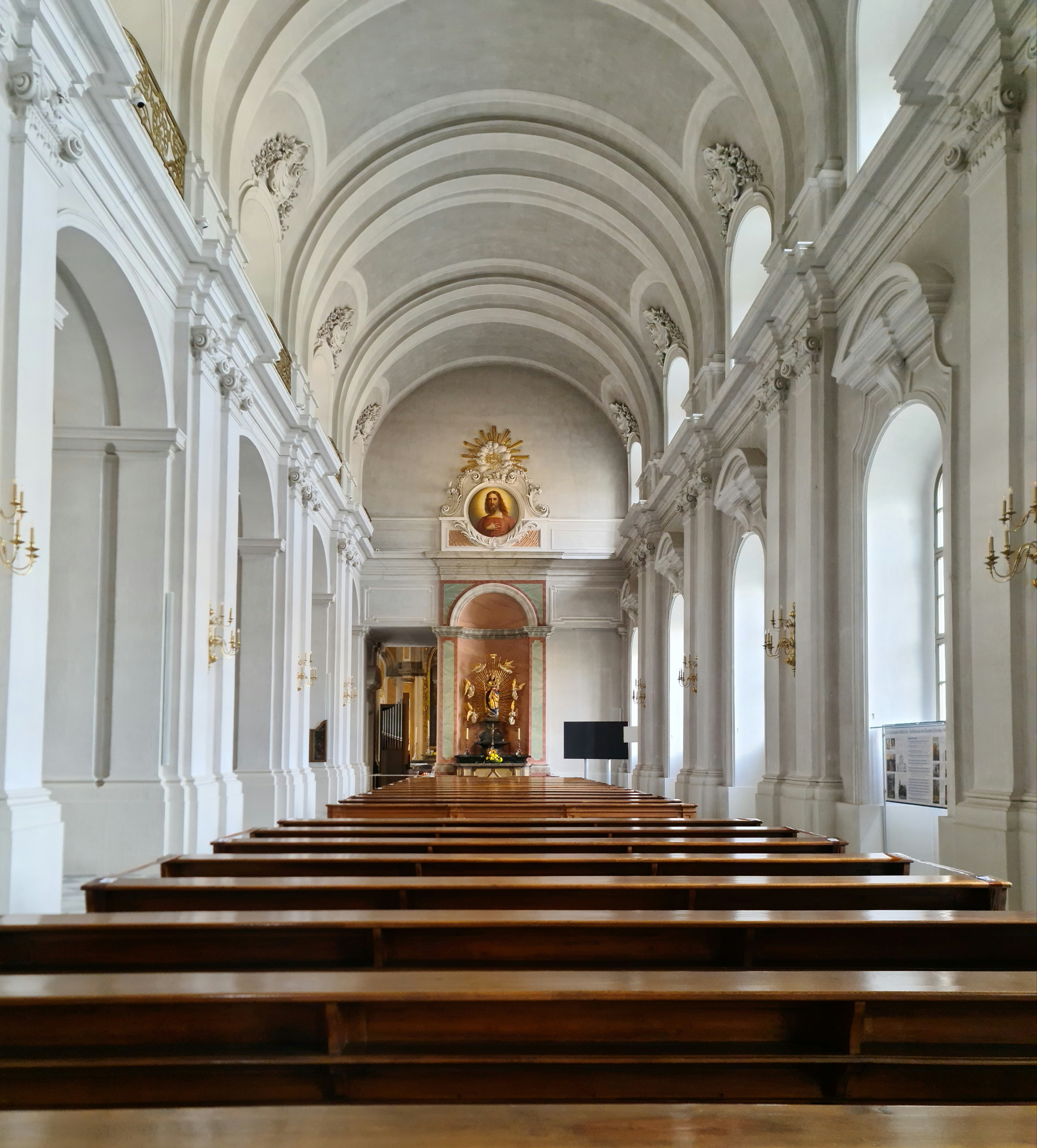
Правый придел
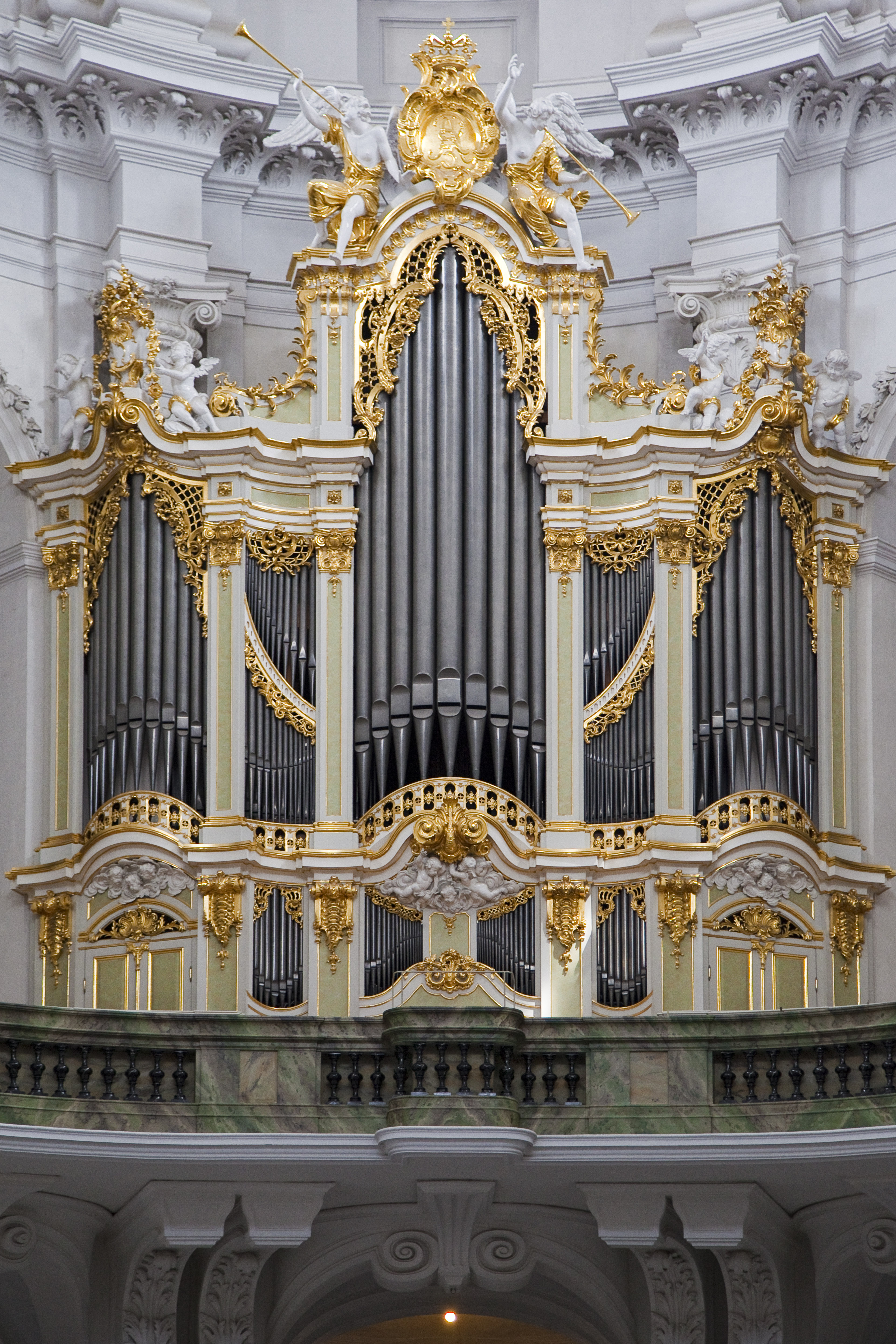
Орган работы Иоганна Готфрида Зильбермана. 1750—1753
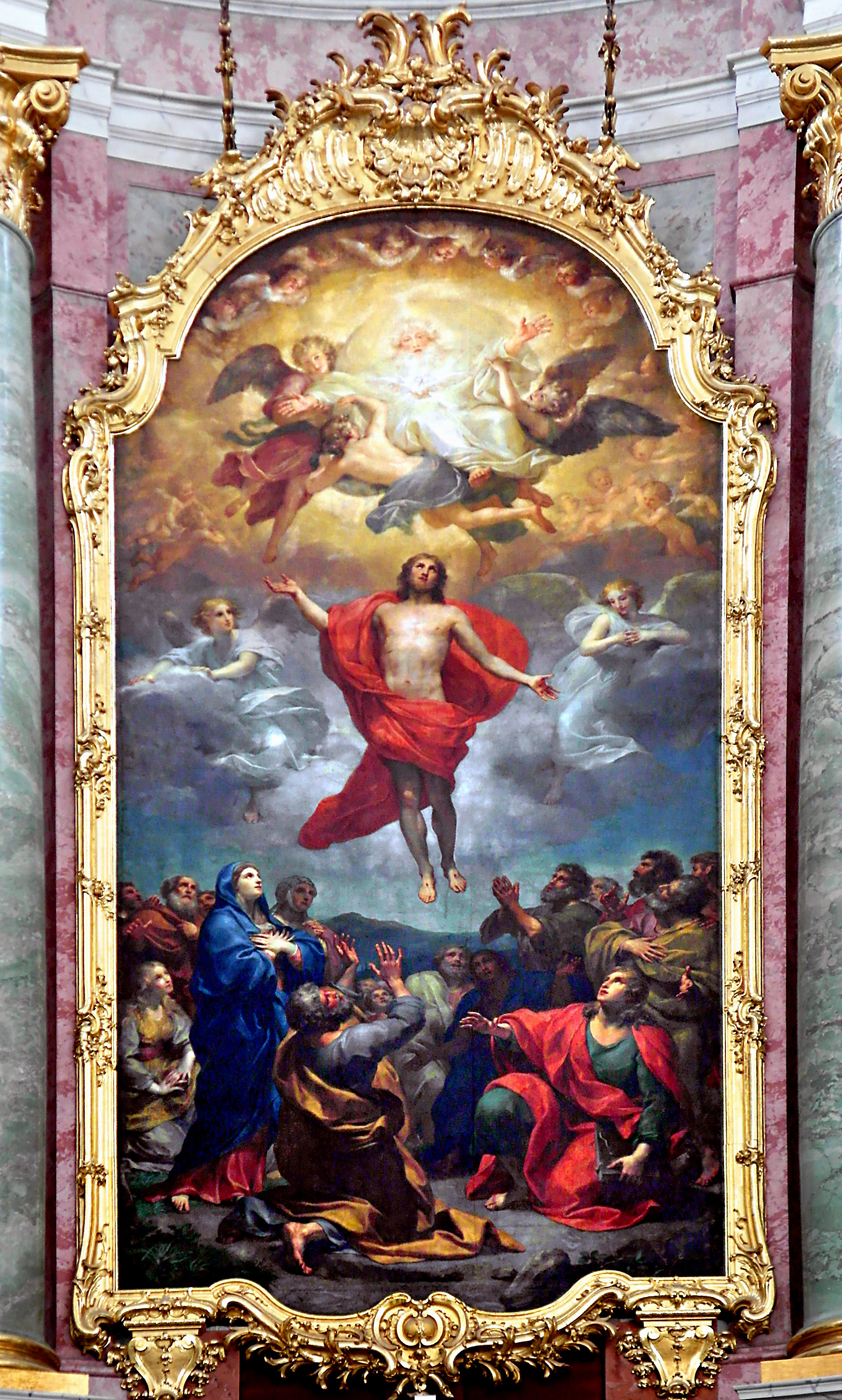
Антон Рафаэль Менгс. Вознесение Христа. Главный алтарь. 1750
Капелла святого Бенно, в которой хранится его митра
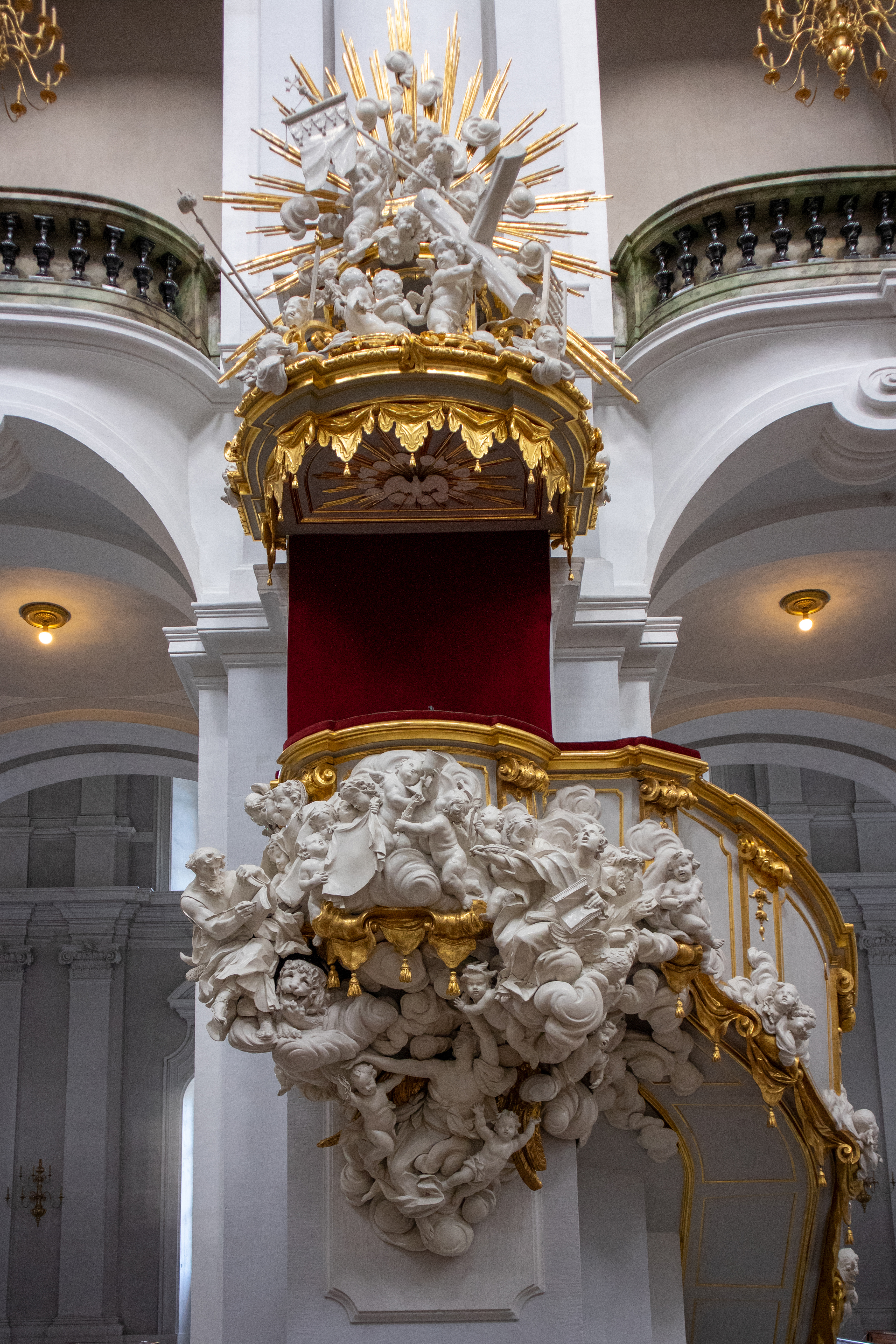
Кафедра
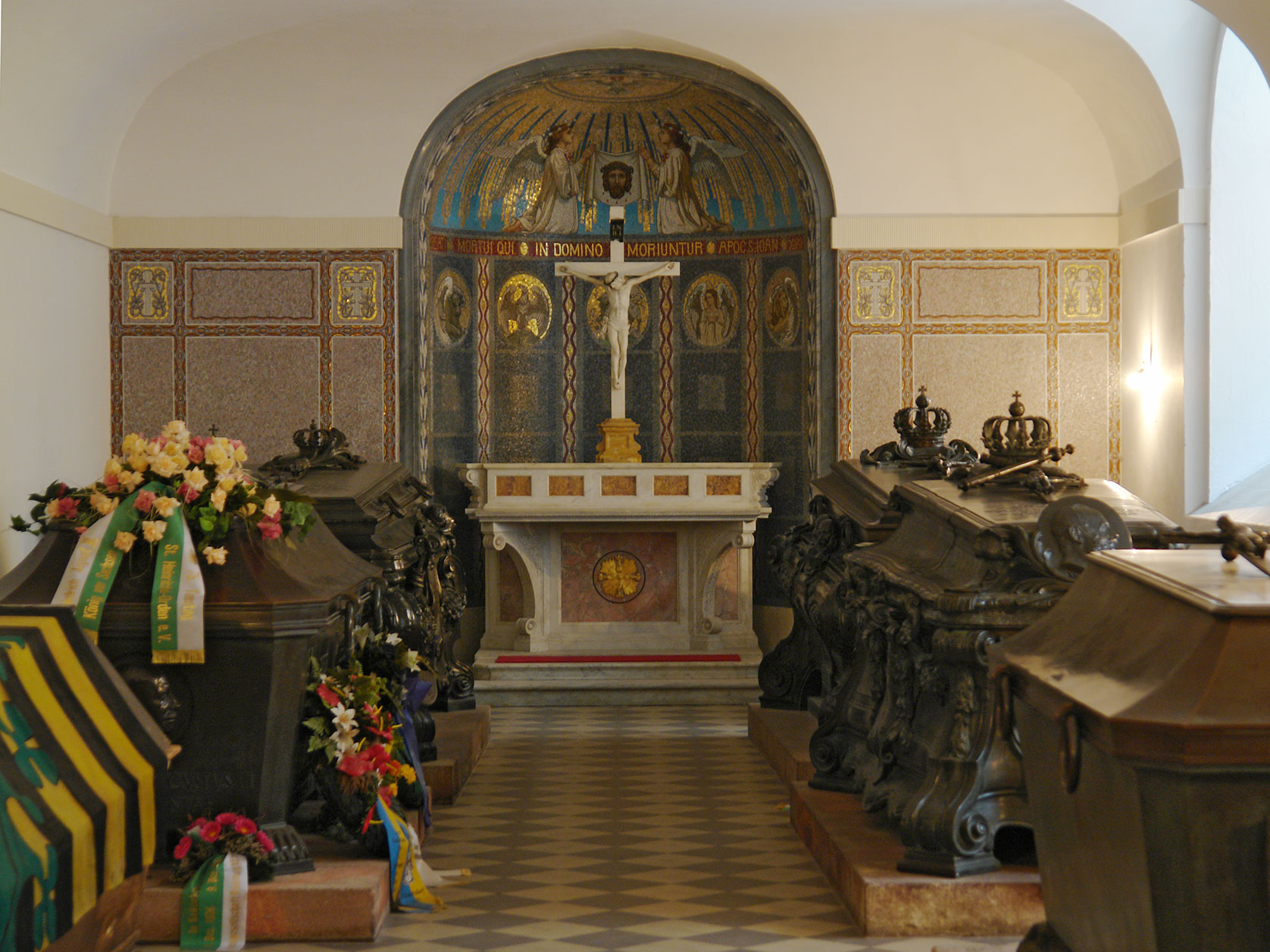
Усыпальница саксонских монархов в крипте собора